# Венети (аэропорт)
Аэропорт Венети (англ. Venetie Airport), (ИАТА: VEE, ИКАО: PAVE, FAA LID: VEE) — гражданский коммерческий аэропорт, расположенный в населённом пункте Венети (Аляска), США.

## Операционная деятельность
Аэропорт Венети находится на высоте 175 метров над уровнем моря и эксплуатирует одну взлётно-посадочную полосу:
- 4/22 размерами 1219 x 23 метров с гравийным покрытием.

За период с 31 декабря 2005 года по 31 декабря 2006 года Аэропорт Венети обработал 1 900 операций взлётов и посадок самолётов (в среднем 158 операций ежемесячно), из них 79 % пришлось на рейсы аэротакси и 21 % — на авиацию общего назначения.